# × Dactylodenia wintonii
× Dactylodenia wintonii là một loài thực vật có hoa lai ghép thuộc họ Lan. Loài này được (Druce) Peitz mô tả khoa học đầu tiên năm 1972.